# Gabbiano (singolo)
Gabbiano è il 18° singolo della cantante italiana Giuni Russo, pubblicato nell'estate del 1997 dalla casa discografica NAR International.

## Descrizione
Dopo tre anni di assenza dal mercato discografico, Giuni Russo si ripresenta con un CD singolo, contenente due brani inediti: Gabbiano e Fonti mobili. Il disco doveva essere l'anteprima dell'album di inediti Gelsomini d'Arabia, la cui uscita era prevista per la fine del 1997 ma, per mancata identità di vedute con il responsabile dell'etichetta, l'album non vide mai la pubblicazione.
Il brano Il gabbiano, dal tema vivace ed importante, come senso, voglia e ricerca di libertà, mostra le sorprendenti doti vocali di Giuni. Così come Fonti mobili, non venne mai inserito in album ufficiali dell'artista, ma venne incluso nella raccolta non ufficiale Irradiazioni del 2003. Il testo fu scritto da Giuni Russo con il nome Giuseppa Romeo e da Remo Binosi, mentre la musica è dalla stessa cantante.
Il brano Fonti mobili, racconta l'inutilità della gente, che cerca solo di migliorare l'aspetto esteriore e non quello intimo. Il testo fu scritto da Giuni Russo, Davide Tortorella e Maria Antonietta Sisini, mentre la musica dalla stessa cantante.

## Tracce
1. Gabbiano (Seagull) - 3:33 (Giuseppa Romeo, Carlo Remo Binosi)
2. Fonti mobili - 4:08 (Giuseppa Romeo, Davide Tortorella, Maria Antonietta Sisini)